# Joseph Safieddine
Joseph Safieddine, né en 1986 à Poissy, est un scénariste franco-libanais.

## Biographie
Joseph Safieddine, né le 11 avril 1986 à Poissy, est un scénariste franco-libanais qui a grandi dans la tranquille banlieue du Vésinet, près de Paris. Dès son jeune âge, il se passionne pour la bande dessinée, en particulier pour l'œuvre de Marcel Gotlib, au point de transformer un placard de sa chambre en un véritable sanctuaire dédié à l'auteur. Sa vie prend un tournant lorsqu'il découvre que Gotlib réside à quelques pas de chez lui. Déterminé, il parvient non seulement à rencontrer son idole, mais aussi à tisser des liens d'amitié avec lui.
Cette rencontre marque le début de sa propre aventure dans l'univers de la bande dessinée. Inspiré par Gotlib, Joseph commence à écrire des scénarios, rêvant de rejoindre les rangs des grands noms du monde de son idole. Aujourd'hui, il a publié plus d'une douzaine de titres chez des éditeurs  tels que Le Lombard, Dargaud, et Casterman, et travaille fréquemment avec le magazine Fluide Glacial.
En 2017, Joseph Safieddine a collaboré avec Thomas Cadène, Camille Duvelleroy et Erwann Surcouf pour créer "ETE", une bande dessinée numérique conçue comme un feuilleton d'été et présentée sur Instagram, produite et diffusée par Arte. Il poursuit également le développement de séries télévisées, notamment la série "FLUIDE", toujours en collaboration avec Thomas Cadène et Arte.
Son album Yallah Bye a été sélectionné pour le Festival International des Scénaristes de Valence en avril 2014, où il a été parrainé par Guillaume Laurant, scénariste et dialoguiste d'Amélie Poulain.
Yallah Bye a également été sélectionné pour divers prix dont : Landerneau, Le Point, France Info.
Joseph Safieddine est l'arrière-petit-fils de Roger Henrard, pionnier de la photographie aérienne et héros de la Seconde Guerre mondiale.

## Publications

### Œuvres
- Que j'ai été[4], Les Enfants Rouges, 2010. Scénario : Joseph Safieddine et Charlotte Blazy. Dessin : Renart
- Le Monstre[5], Manolosanctis, 2010. Dessin : Tom
- L'Homme sans rêve[6], Manolosanctis, 2011. Dessin : Olivier Bonhomme
- Paco[7], Manolosanctis, 2011. Scénario : Joseph Safieddine et James Kaye alias Les Frères Chiens. Dessin : Zaffiro
- Les Lumières de Tyr[8], Steinkis, 2012. Dessin : Xavier Jimenez
- Je n'ai jamais connu la guerre[9], KSTЯ (Casterman), 2013. Dessin : Maud Begon
- Yallah Bye, Le Lombard, 2015. Dessin : Kyung Eun Park
- L'Enragé du ciel, Sarbacane, 2015. Dessin : Loïc Guyon
- Salade Tomate Oignon, 2015, éditions Vide Cocagne. Dessin : Clément C. Fabre
- Été, Delcourt, publié initialement avec Arte sur Instagram, musique de Santoré, juillet 2017. Scénario : Thomas Cadène, Joseph Safieddine, Camille Duvelleroy - Dessin : Erwann Surcouf
- Monsieur Coucou, Le Lombard, 2018. Dessin : Kyung Eun Park
- Eliott, éditions lapin, 2019. Dessin : Wouzit
- BFF, 2019, web série pour Webtoon Factory (Dupuis), co-écrit avec Thomas Cadène et dessiné par Clément C. Fabre
- Simon a des questions, 2020, web série pour Dargaud, co-écrit avec James Kaye, dessin Charlie Poppins
- Salade Tomate Oignon supplément frite, éditions lapin, 2020. Dessin : Clément C. Fabre
- Fluide, Dargaud, 2021. Scénario : Benjamin Adam, Thomas Cadène, Joseph Safieddine - Dessin et couleurs : Benjamin Adam
- A pleines mains, Dargaud, 2022. co-écrit avec Thomas Cadène - Dessin : Pierre Thyss
- BFF, Delcourt, 2022 - Scénario : co-écrit avec Thomas Cadène - Dessin : Clément C. Fabre
- Les Fusibles, Dupuis, 2023 - Dessin : Cyril Doisneau

### Été
En 2017, il scénarise pour Arte la série Été avec Thomas Cadène, une bande dessinée numérique conçue comme un « feuilleton de l'été » et diffusé sur Instagram,. La série est reconduite pour une troisième saison pendant l'été 2019.

### Collectifs
- Vivre Dessous, Manolosanctis
- Les Autres Gens, de Thomas Cadène #14/#15, couverture de Didier Garguilo (John), mars 2014, éditions Dupuis
- Les Autres Gens, de Thomas Cadène #16/#17/#18, couverture de Pochep, septembre 2014, éditions Dupuis
- Le Collectif, juin 2016, édition Vide Cocagne

### À la télévision
En 2021, il a cocréé et coécrit, avec Thomas Cadène, "Fluide", une web-série de dix épisodes pour Arte.

## Prix et récompenses
- Prix du scénario d'or 2015, pour Yallah Bye, au Festival de la Bulle d'Or de Brignais.
- Prix du premier album à Loïc Guyon pour L'Enragé du ciel dans le cadre de la 21e édition du Festival BD de Sérignan.